# Fagure de miere

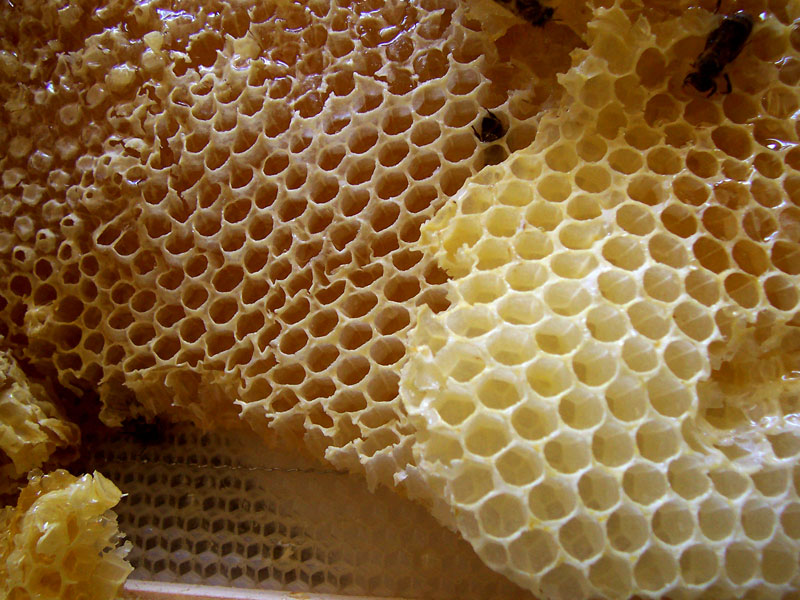
Fagure

Un fagure este o masă de celule prismatic hexagonale din ceară construită de albinele lucrătoare în cuiburile lor din stup pentru a-și depune mierea, polenul și ouăle și pentru a-și crește larvele.
Apicultorii pot îndepărta întregul fagure pentru a recolta miere. Albinele consumă aproximativ 3,8 kg de miere pentru a secreta 450 de grame de ceară, și astfel apicultorii pot returna ceara în stup după recoltarea mierii pentru a îmbunătăți producția de miere. Structura fagurelui poate fi lăsată practic intactă atunci când mierea este extrasă din acesta prin desfacere și rotire într-o mașină centrifugă, mai precis un extractor de miere. Dacă fagurele este prea uzat, ceara poate fi reutilizată în mai multe moduri, inclusiv făcând foi de pieptene adică făcând o fundație de ceară cu model hexagonal. Asemenea foi de fundație permit albinelor să construiască fagurele cu mai puțin efort, iar modelul hexagonal al bazelor celulelor de mărimea unui lucrător descurajează albinele să construiască celule mai mari pentru trântori. Pieptenele proaspăt, nou, este uneori vândut și folosit intact ca miere de fagure, mai ales dacă mierea este întinsă pe pâine, mai degrabă decât folosită la gătit sau ca îndulcitor.
Fagurele devine întunecat în timp, din cauza carcaselor de coconi goale și a pielii larvare încorporate în celule, alături de a fi călcat în mod constant de alte albine, rezultând ceea ce se numește o „patină de călătorie”. de către apicultori când sunt văzute pe ramele de miere de fagure. Fagurele „superior” care nu sunt folosite pentru pui (de exemplu, prin plasarea unei bariere matcă exclusă) rămâne deschis la culoare. 
Numeroase viespi, în special Polistinae și Vespinae, construiesc piepteni hexagonali plini de prisme din hârtie în loc de ceară; la unele specii (cum ar fi Brachygastra mellifica), mierea este depozitată în cuib, formând astfel din punct de vedere tehnic un fagure de hârtie. Cu toate acestea, termenul „fagure” nu prea este folosit pentru astfel de structuri.

## Galerie

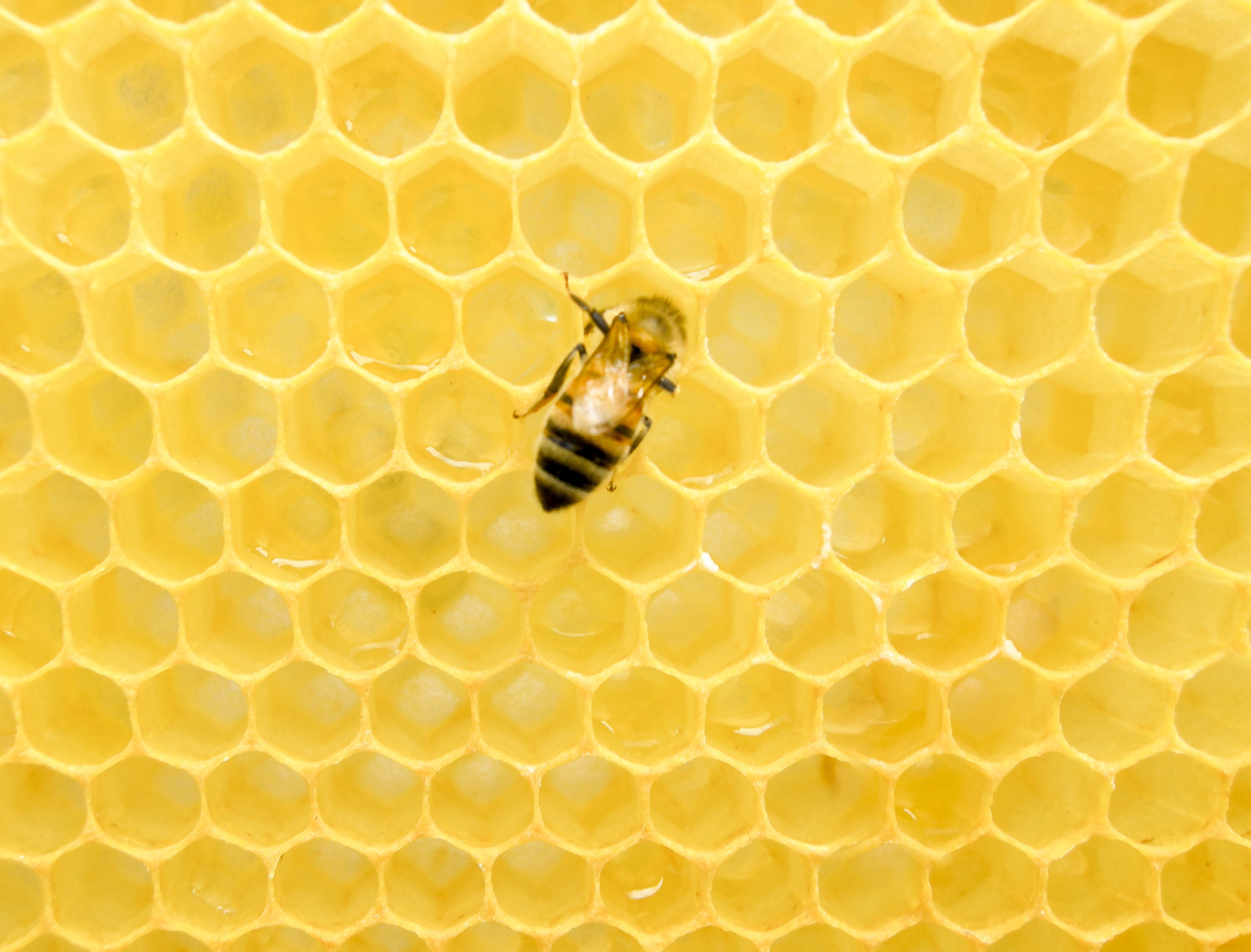
O albină occidentală pe un fagure
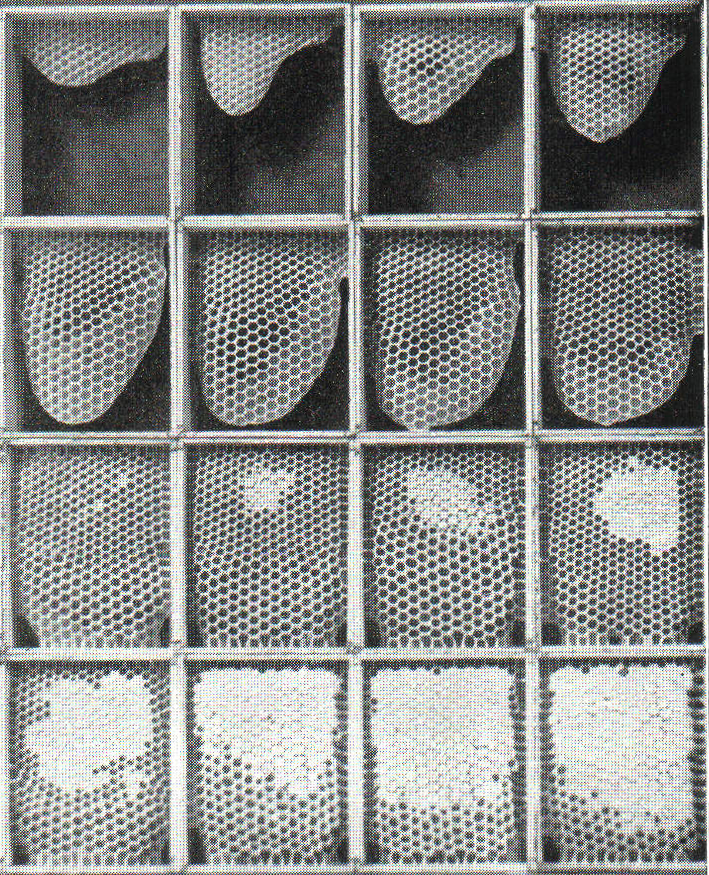
Albinele încep să construiască pieptene din partea de sus a fiecărei secțiuni. Când o celulă este umplută cu miere, albinele o sigilează cu ceară.
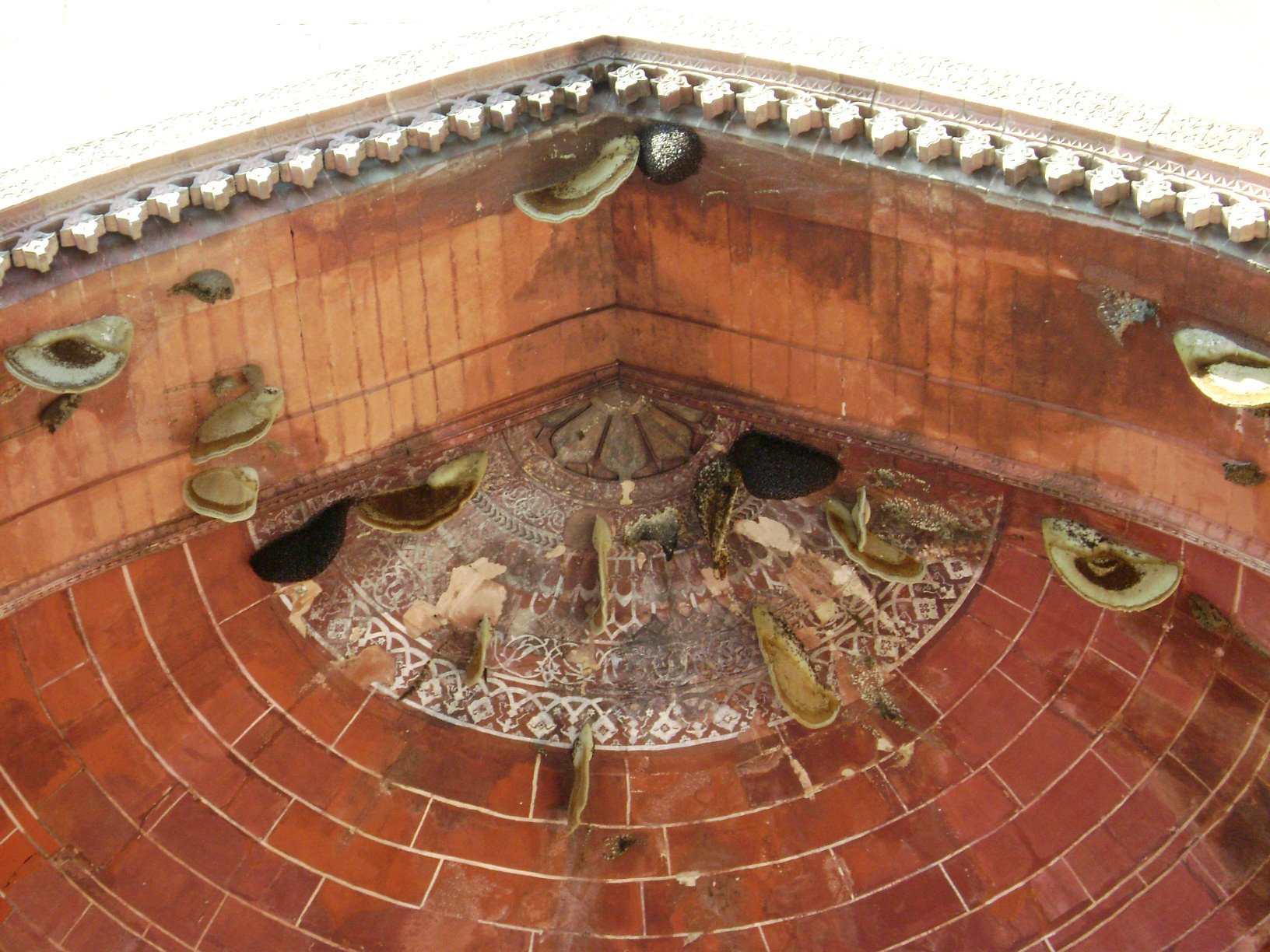
Faguri naturali pe o clădire
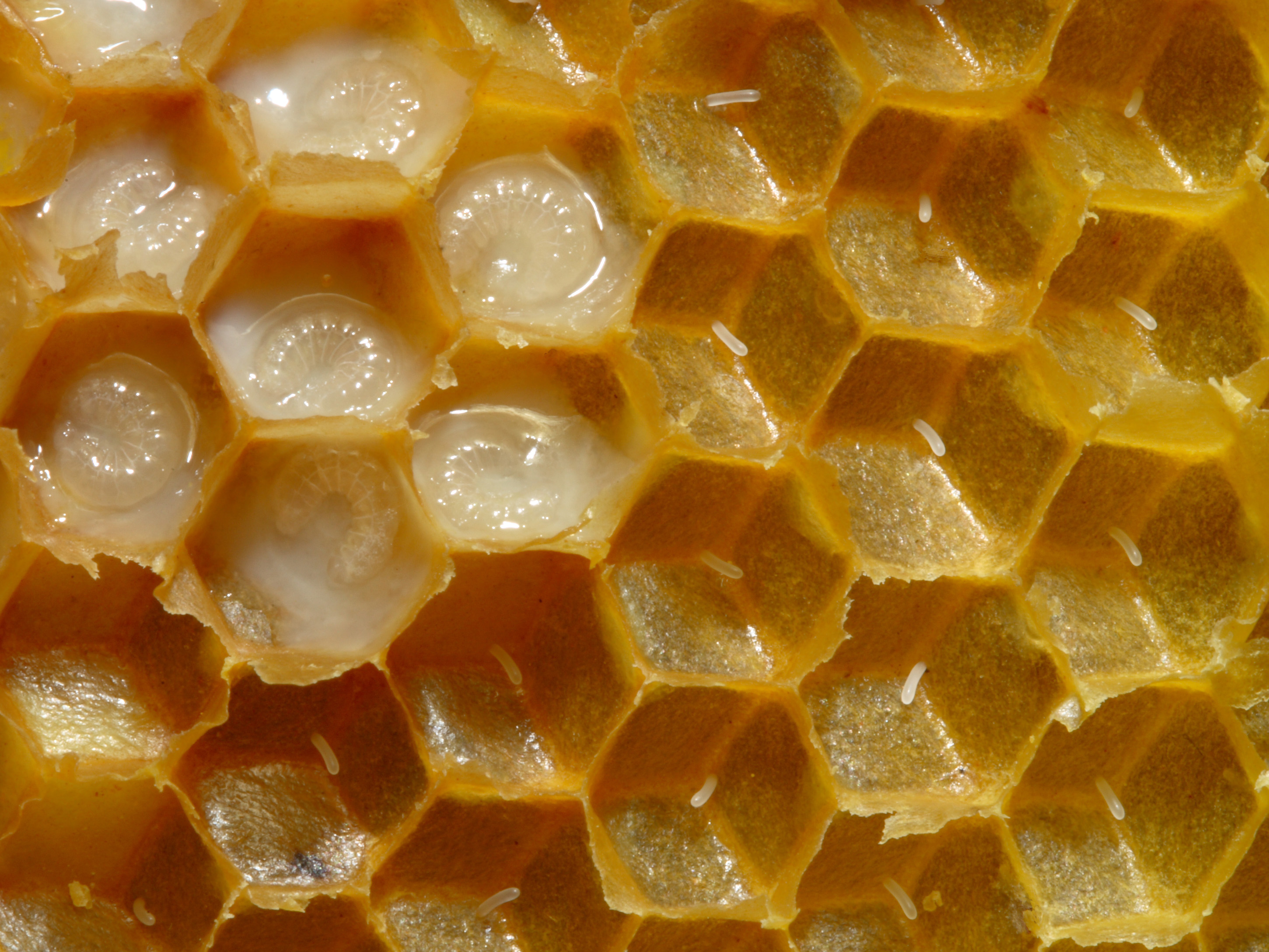
Fagure cu ouă și larve
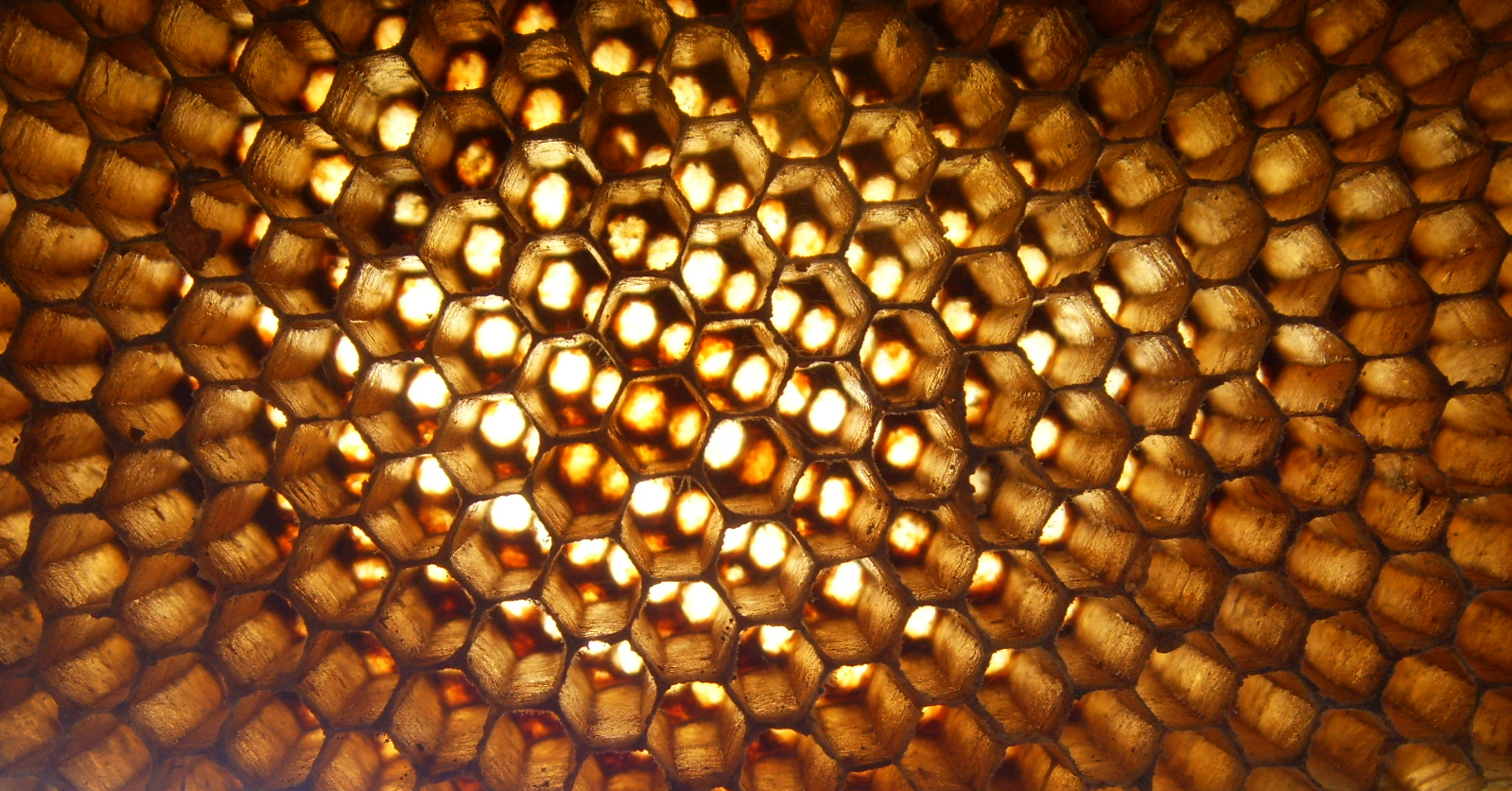
Primu-plan al unui cuib abandonat de Apis florea în Thailanda. Grila hexagonală de celule de ceară de pe ambele părți ale cuibului sunt ușor deplasate una de cealaltă. Acest lucru crește rezistența pieptenului și reduce cantitatea de ceară necesară pentru a produce o structură robustă.
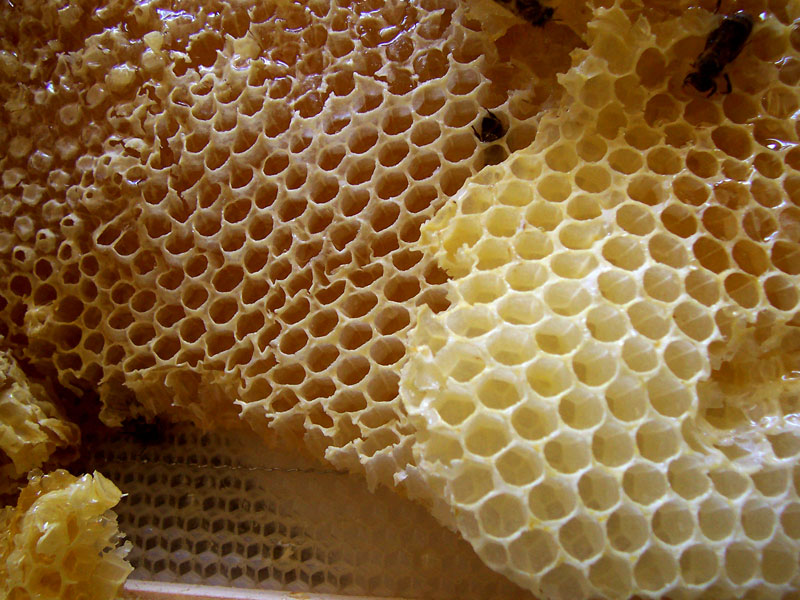
Fagure de miere
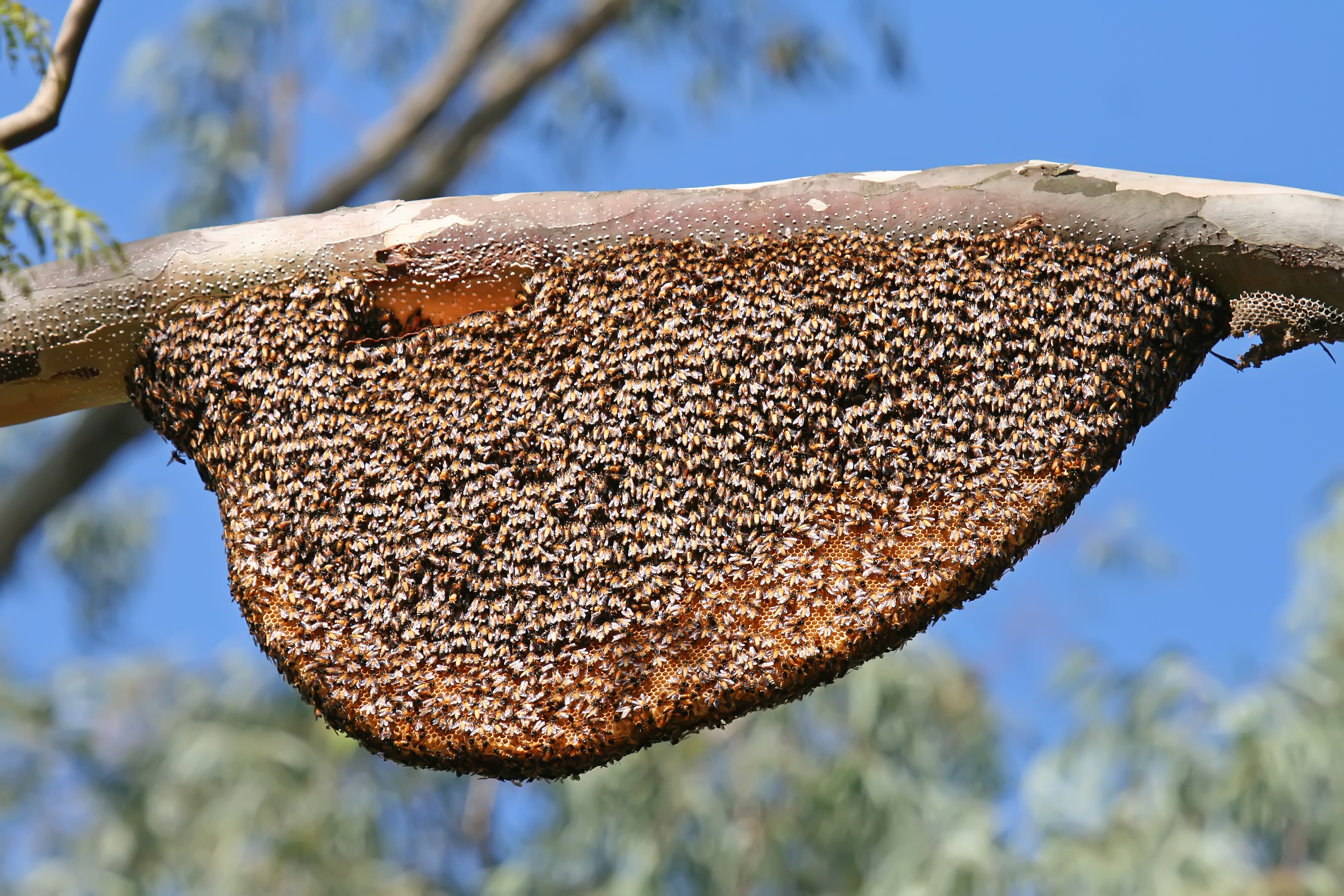
Partea inferioară a pieptenelui natural al Apis dorsata are un număr de celule neocupate
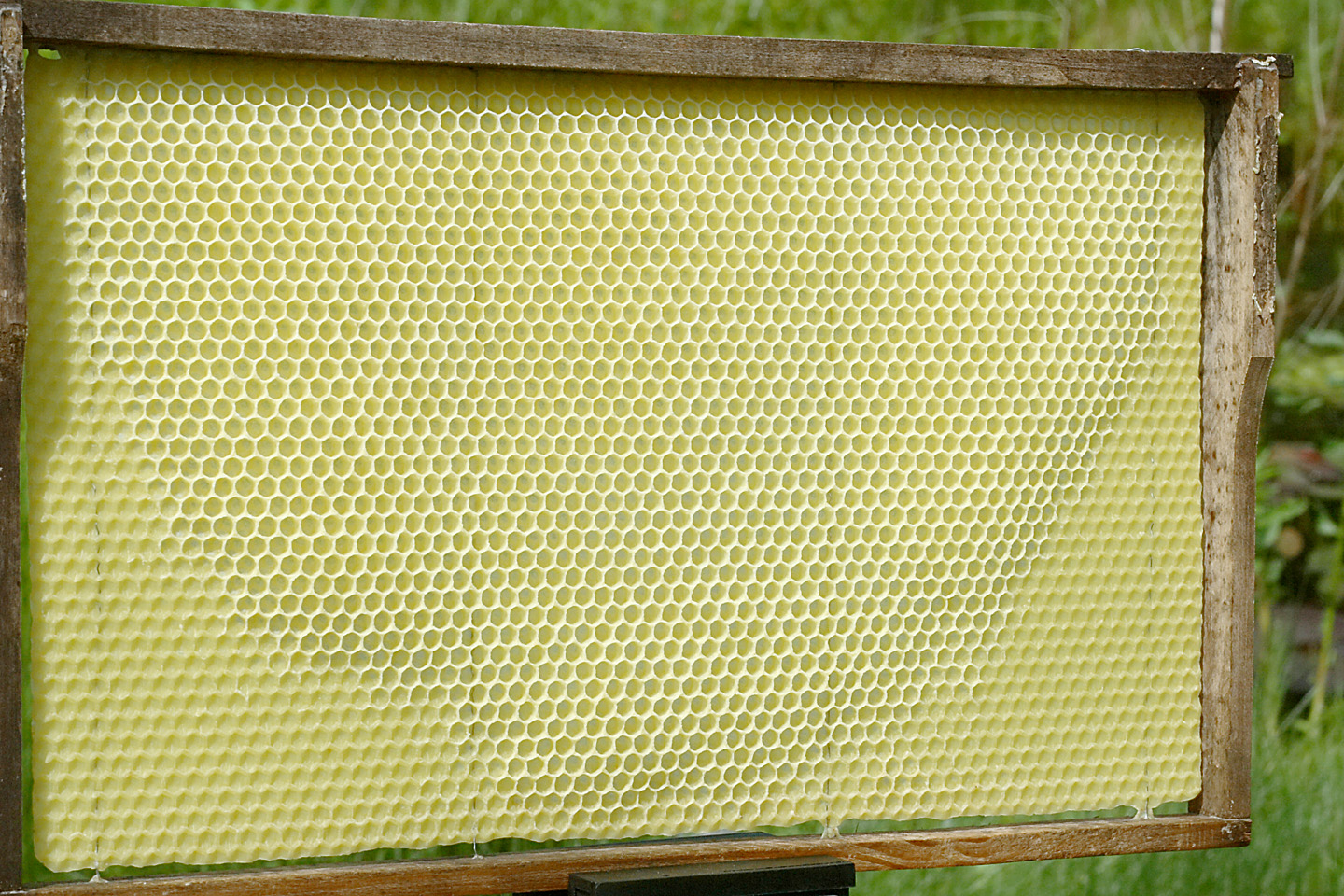
Placă de fundație a unui „fagure artificial” în care albinele au completat deja câteva celule
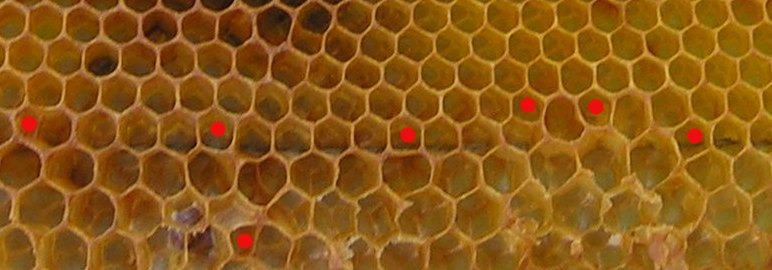
Secțiune de tip fagure care conține tranziția de la celule lucrătoare la celule de trântori (mai mari) - aici albinele fac celule neregulate și cu cinci colțuri (marcate cu puncte roșii)
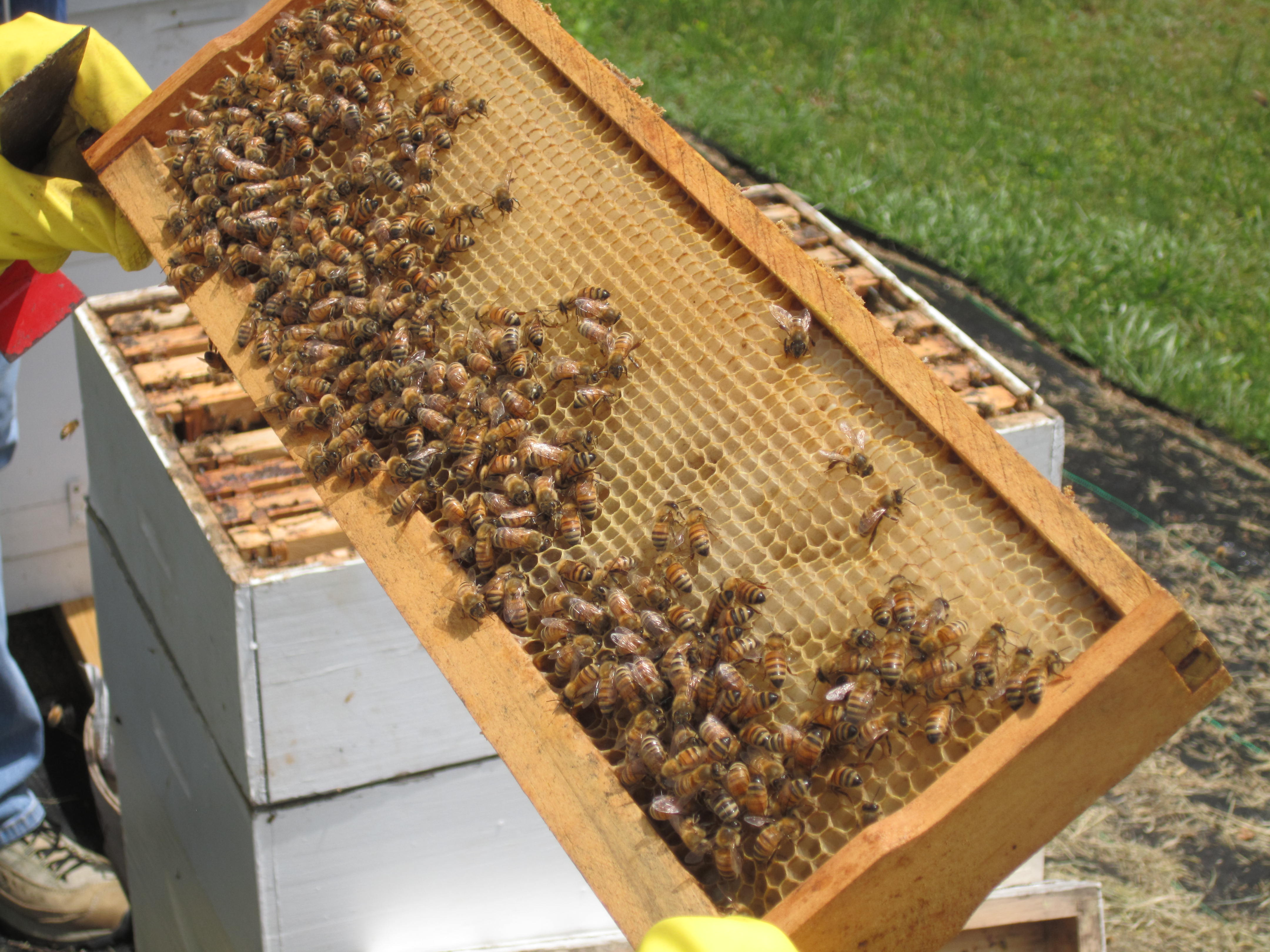
Albinele occidentale și fagurele
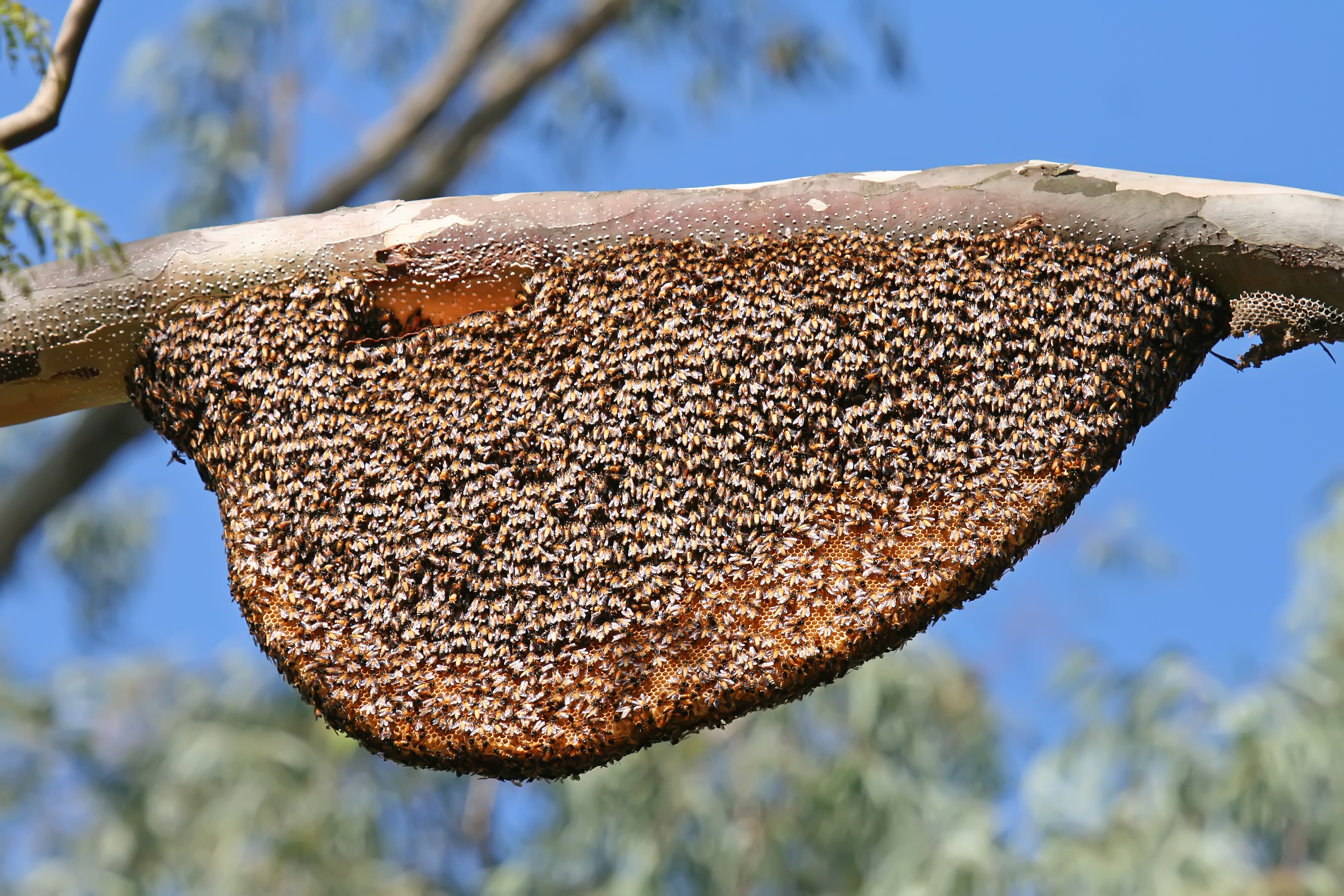
Fagure întâlnit în natură
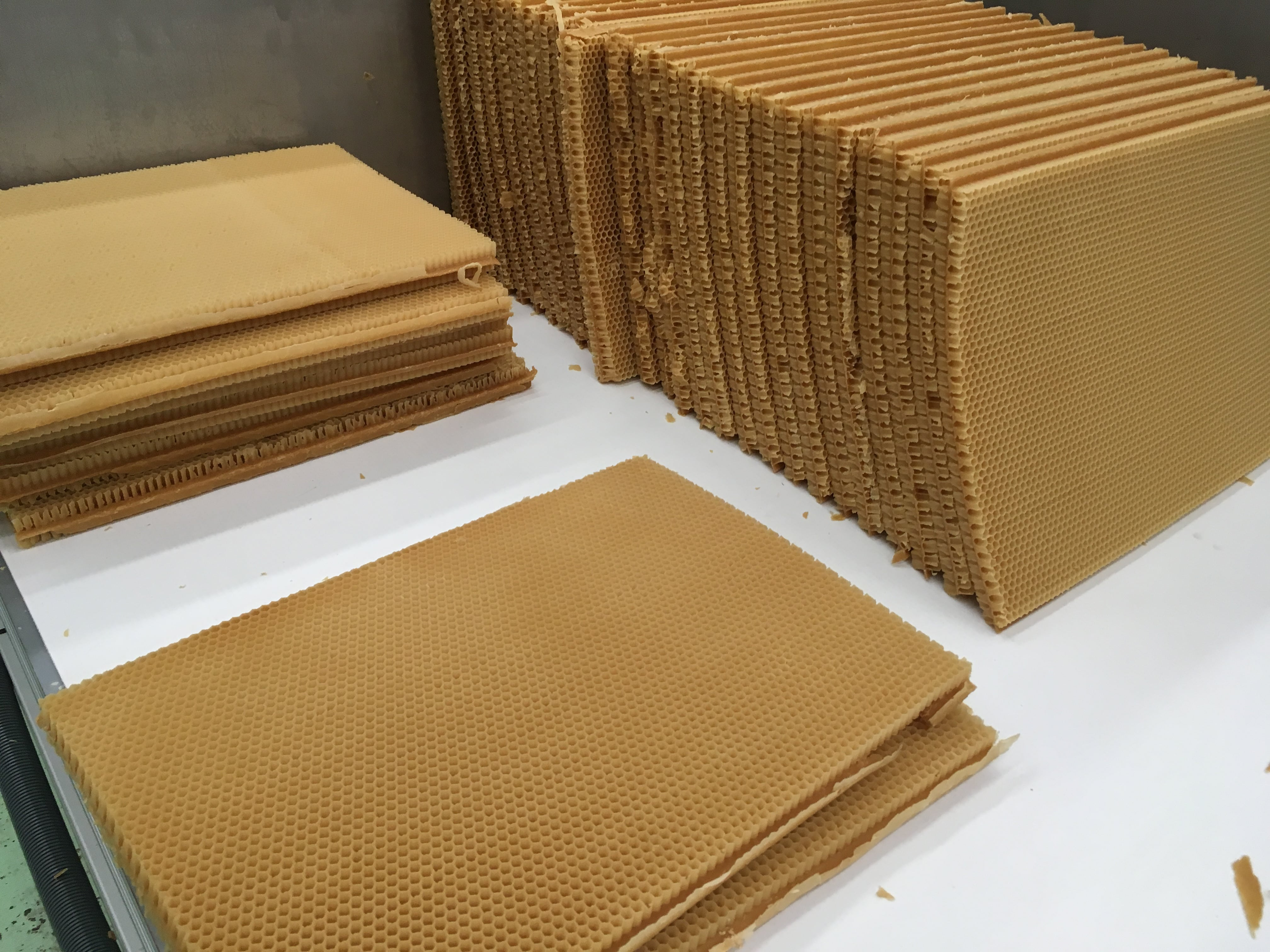
Faguri realizati la masina cu ceara de albine si cu toata structura celulei hexagonale deja construita